# طوني صغبيني
طوني عادل صغبيني، كاتب ومؤلف لبناني ولد عام ١٩٨٥. حاصل على الماجستير في العلوم السياسية و هو باحث له دراسات منشورة في عدّة جرائد ومجلّات لبنانية.

## السيرة الذاتية
ولد الكاتب والمؤلف اللبناني طوني عادل صغبيني عام ١٩٨٥ في زحلة. حاصل على الماجستير في العلوم السياسية حول أزمة الطاقة وعالم ما بعد النفط و هو ناشط مدني وبيئي، و باحث له دراسات منشورة في عدّة جرائد ومجلّات لبنانية. صدر للكاتب عدة دراسات و كتب منها: «الأزمة الأخيرة: معضلة الطاقة والسقوط البطيء للحضارة الصناعية»، عن الدار العربية للعلوم – ناشرون، (2011). وأيضاً: «لعنة الألفية: لماذا يفشل النشاط التغييري»، (2013). يهتم طوني الصغبيني في الكتابة في عدة مواضيع، منها الطاقة و العلوم السياسية.

## أعمال الكاتب[1][3]
- العيش كصورة: كيف يجعلنا الفايسبوك أكثر تعاسة، منشورات مدونة نينار، 2012.[4]
- الهروب من السيستيم.[5]
- لعنة الألفية - لماذا يفشل النشاط التغيري، منشورات مدونة نينار، 2013.[6]
- حجاب الموناليزا: جدليّة الدين والفنّ، 2009.[7]
- جروح على جبين الإنسانية، منشورات مدونة نينار، 2012.[8]
- الأزمة الأخيرة، الدار العربية للعلوم ناشرون، 2011.[9]
- أبعد من دافنشي، 2009.
- التدوين كمطرقة: بحث حول البلوغوسفير اللبناني؛ واقعه، تأثيره ومستقبله، 2010.[10]
- أدون في العمل: يوميات وتأملات موظّف غير مناسب للوظيفة، 2020.[11]